# Дрисский укреплённый лагерь

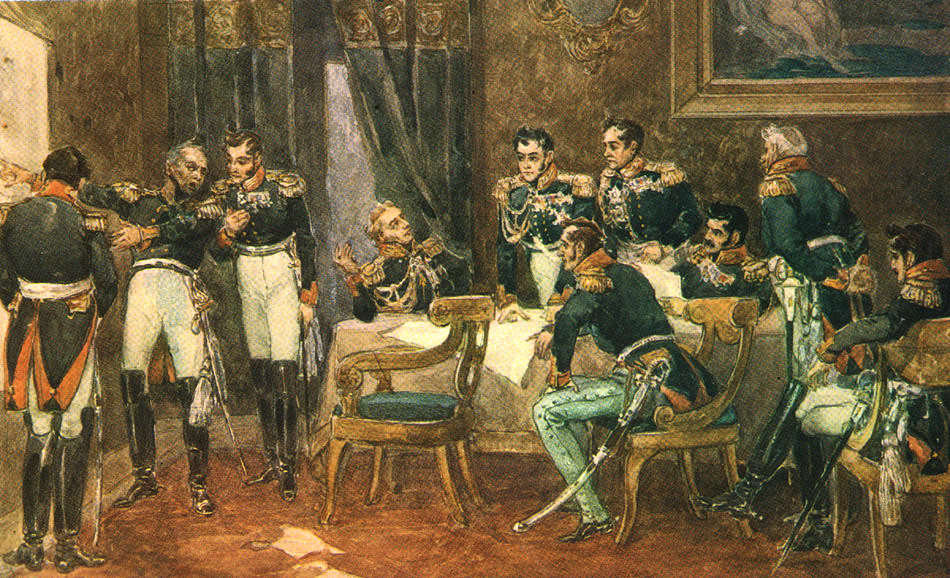
А. Апсит. «Военный совет в Дриссе»

Дрисский укреплённый лагерь — укреплённый лагерь русской армии, располагавшийся к северо-западу от г. Дриссы, Витебской губернии.
Сооружён по предложению военного советника императора Александра I, генерала  Карла Людвига Августа Пфуля, перед началом войны 1812 года на левом берегу в излучине Западной Двины, между местечком Дрисса (ныне Верхнедвинск) и деревней Шатрово. По плану генерала Пфуля, армия Барклая-де-Толли, опираясь на этот лагерь, должна была удерживать неприятеля с фронта после отступления от границы империи. Исходный план Пфуля оказался несостоятельным ввиду плохого качества оборонительной позиции и громадного превосходства сил Наполеона.

## Описание

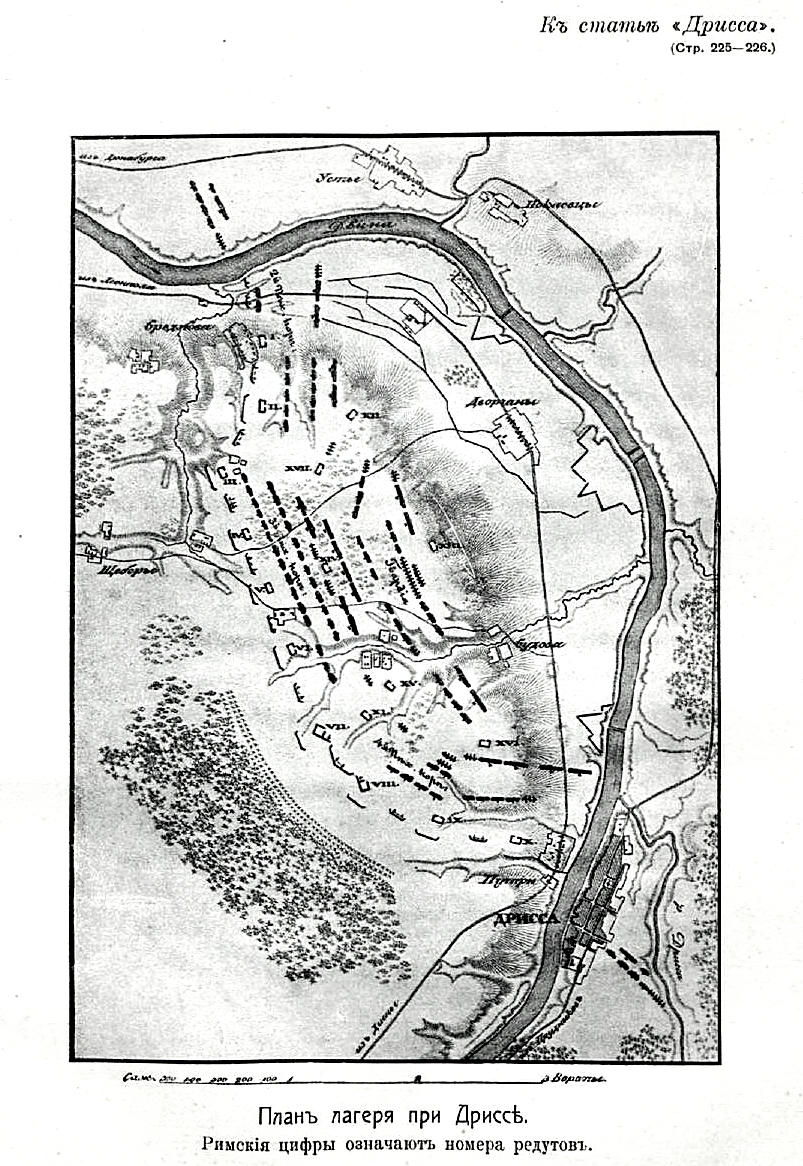
Схема лагеря из «ВЭС»

Лагерь был расположен в излучине реки, на поляне, частично окружённой болотами. Своим тылом лагерь был обращён к реке, через которую планировалось навести семь мостов на случай отступления. С фронта лагерь был прикрыт несколькими линиями укреплений: 
1. ряд окопов для стрелков,
2. в 50–100 шагах позади них второй ряд укреплений для артиллерийских батарей и отдельных батальонов для прикрытия батарей
3. позади них следующий ряд укреплений, резервная позиция
4. поблизости от реки в центре редут для прикрытия отступления.

План генерала Пфуля заключался в том, что 1-я Западная армия, сконцентрировавшись в укреплённом лагере на Дриссе, должна была привлечь на себя удар французской армии, а 2-я Западная армия в это время начала действовать в тыл и на фланги и коммуникации противника. План не учитывал соотношение сил и возможных ответных действий противника и в частности, что с другой стороны реки защитить лагерь было невозможно из-за отсутствия подходящих опорных пунктов обороны, а Двина в этом месте была столь мелкой, что французы могли переправиться через реку вброд и атаковать лагерь с тыла. Местность внутри лагеря была сильно пересечённой и затрудняла манёвр оборонявшихся, а лес на флангах позволял французам скрытно развернуть войска.
Положение лагеря вдали от больших дорог ограничивало маневренность 1-й армии, и значительное численное превосходство Наполеона позволило бы ему разгромить 1-ю и 2-ю армии по отдельности.

## Использование лагеря
1-я армия в ходе отступления вошла в лагерь 27 июня (9 июля) 1812 года.  1 (13) июля в Дриссу прибыл император Александр I. На военном совете в Дриссе в тот же день, всего лишь через 5 дней после занятия лагеря, было принято решение лагерь оставить и на следующий день войска 1-й армии стали отходить к Витебску и далее, чтобы успеть соединиться со 2-й Западной армией князя Багратиона. Корпус Витгенштейна был выделен для прикрытия Петербурга.
Клаузевиц, участвовавший в подготовке лагеря к обороне, отмечает:
Если бы русские сами добровольно не покинули этой позиции, то они оказались бы атакованными с тыла, и безразлично, было бы их 90 000 или 120 000 человек, они были бы загнаны в полукруг окопов и принуждены к капитуляции.

## Дрисский лагерь в литературе
Обсуждение Дрисского лагеря на военном совете описано Л. Н. Толстым в романе «Война и мир» (том третий, часть I, главы X—XI).